# Massimo Rizzo
Massimo Rizzo (14 maart 1974) is een Zwitsers voormalig voetballer die speelde als verdediger.

## Carrière
Rizzo startte zijn carrière in de jeugd van FC Zürich maar speelde zijn eerste profwedstrijd voor FC Wettingen 93, daarna speelde hij voor kleiner clubs zoals FC Baden, SC Young Fellows, FC Wil 1900 en FC Schaffhausen. Hij keert terug bij een topclub bij FC Zürich waar hij één seizoen bleef spelen. Hij eindigde zijn carrière bij FC United Zürich.
Na zijn spelerscarrière werd hij jeugdcoach bij FC Zürich sinds 2013, hij was in 2015 kort interim-coach bij Zürich.

## Erelijst
- FC Wil 1900
  - Zwitserse voetbalbeker: 2004

- FC Zürich
  - Landskampioen: 2006